# Museo Alberto Mena Caamaño
El Museo Alberto Mena Caamaño es una institución de carácter cultural de la ciudad de Quito, capital de Ecuador. Se encuentra ubicado en el centro histórico de la urbe, sobre la calle Espejo, junto al Palacio de Carondelet. Forma parte del complejo del Centro Cultural Metropolitano, institución de la que depende económica y administrativamente.
Fue creado mediante ordenanza el 28 de mayo de 1957, a partir del fondo donado al Municipio de Quito por el filántropo y aristócrata Alberto Mena Caamaño. La donación incluía más de 600 objetos entre pinturas, esculturas, piezas arqueológicas, armas y misceláneos. Luego de un proceso de restauración de las piezas y adecuación del edificio del antiguo Cuartel Real de Lima, que las albergaría, el museo abrió sus puertas al público el 3 de noviembre de 1959 En 1970 se integró a la exposición permanente una sala temática sobre la masacre del 2 de agosto de 1810, la escena representada por figuras de cera del artista Francisco Barbieri, está basada en una pintura de César Villacrés titulada "El sacrificio de Quiroga", que data de inicios del siglo XX. Es a partir de entonces que recibió el nombre popular de Museo de Cera.
En el año 1987 el museo debió cerrar sus puertas debido a daños menores en la estructura del edificio, fruto del sismo que sacudió Quito ese año. Finalmente, el 27 de noviembre de 2002 reabrió sus puertas luego de un proceso de restauración profunda de la edificación en manos del FONSAL, sumando este espacio al del vecino Centro Cultural Metropolitano. La oferta museística actual incluye, además de las originales donadas por Mena Caamaño, una exposición permanente titulada "De Quito al Ecuador (1736-1830)", cuatro salas de exposición temporal, el auditorio "Hugo Alemán" y varios espacios lúdicos-educativos.

## El edificio

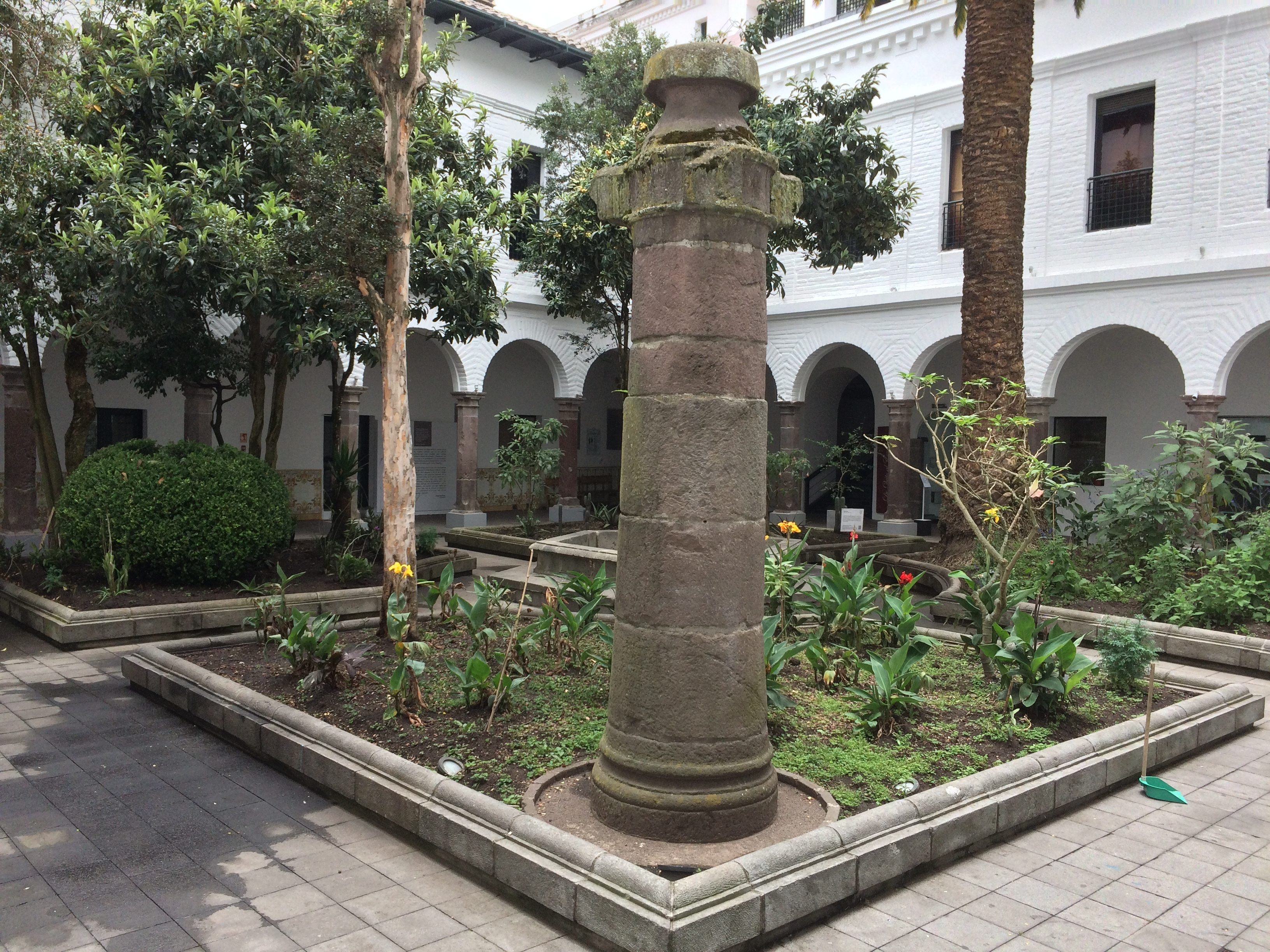
Antigua picota de Quito. Originalmente ubicada en los actuales predios del Palacio Legislativo de Ecuador.

El inmueble que actualmente ocupa el museo fue construido a finales del siglo XVI por alguno de los presidentes de la Real Audiencia de Quito. De volúmenes y fachada austeros, se destinó desde un inicio al llamado Cuartel Real de Lima (debido a que Quito era parte del Virreinato del Perú), y en él se congregaba la tropa, se guardaban las armas y se administraba los asuntos concernientes a la seguridad del territorio colonial quiteño. Los temidos calabozos, conocidos popularmente como Presidio del Real de Lima, se encontraban en el sótano del edificio, con bajos niveles de temperatura e higiene.
Durante el periodo de vida del Estado de Quito (1811-1812), el edificio pasó a llamarse Cuartel de Quito (posteriormente Cuartel Real de Quito, tras la recuperación española del Gobierno), nombre que mantendría en adelante hasta el gobierno de Gabriel García Moreno, quien construyó el panóptico que lleva su nombre, luego de lo cual mantendría en el sitio oficinas de defensa y un centro de detención provisional.
La estructura histórica del edificio es de adobe y madera, como todas las construcciones de la época en la ciudad, aunque mampostería de yeso fue añadida con motivos estéticos y ornamentales durante las readecuaciones del siglo XIX. Entre 1958 y 1959 se emprendió un plan de recuperación integral del inmueble a cargo del ingeniero Juan Villacreses, quien reforzó la estructura con acero y concreto, incluyó cableado eléctrico e instalaciones sanitarias, rehabilitó la gran puerta de piedra ubicada sobre la calle Espejo, diseñó el jardín afrancesado del patio central, la fuente de piedra y recubrió la parte baja de la fachada con piedra ornamental. Durante esta época el edificio fue ocupado por la colección del Museo Alberto Mena Caamaño (motivo para el cual había sido mejorado) y el Archivo Histórico de la Ciudad, que se trasladó al palacio de La Circasiana el 26 de noviembre de 1992.
En marzo de 1987, un fuerte sismo sacudió la ciudad de Quito, causando daños en la edificación que debieron ser atendidos de manera inmediata. Estos trabajos se extendieron hasta 1992, año en que se reabrieron las puertas del museo. Sin embargo, en 1997 se dio paso a una nueva rehabilitación integral del inmueble, esta vez a cargo de los expertos en patrimonio del FONSAL, reabriendo sus puertas de manera definitiva el 27 de noviembre de 2002.
El edificio es conocido por ser el escenario de la infame Masacre del 2 de agosto de 1810, en el que varios patriotas que habían conformado la Junta de Gobierno Autónoma de Quito (conocida como Primer Grito de Independencia), el 10 de agosto de 1809, fueron asesinados por la guardia real española tras un intento del pueblo para liberarlos. Anteriormente a este suceso, el prócer Eugenio de Santa Cruz y Espejo también fue encerrado en sus calabozos varias veces debido a sus ideas revolucionarias, impartidas a varios miembros de la sociedad quiteña en la Escuela de la Concordia.

## Colección

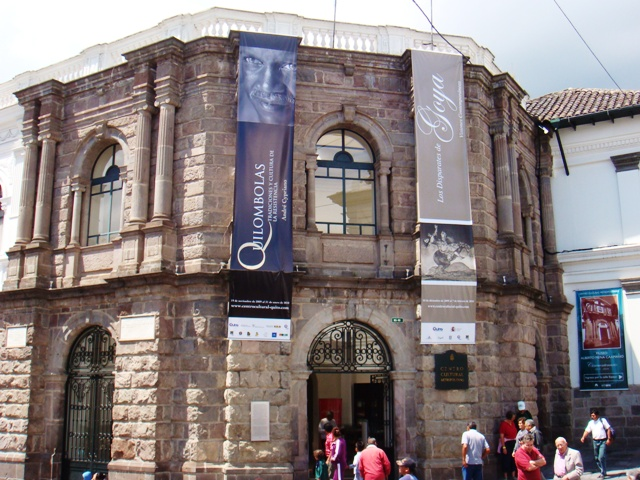
Ingreso al museo, por el ala nordeste del Centro Cultural Metropolitano.

A partir de las 600 piezas donadas originalmente al Municipio por Alberto Mena Caamaño, la colección del museo se incrementó con el paso de los años gracias a otras donaciones privadas y compras realizadas por el cabildo capitalino. En la actualidad, la colección de 5819 piezas está compuesta por los siguientes fondos:
- Fondo arqueológico, conformado por piezas y fragmentos arqueológicos de Ecuador que corresponden a diferentes fases del período antiguo.
- Fondo pictórico, que cuenta con obras que en su mayoría datan del periodo colonial, aunque también se encuentran retratos, como el de Pedro Vicente Maldonado, obra del pintor Enrique Gomezjurado y obras paisajistas y costumbristas del siglo XIX. Destacan piezas de Miguel de Santiago, Manuel de Samaniego, Bernardo Rodríguez, Rafael Salas, Rafael Troya y Joaquín Pinto. Del siglo XX, las principales obras corresponden a los premios del Salón Nacional Mariano Aguilera, que ha manejado el Municipio de Quito desde 1917, con obras de Galo Galecio, Oswaldo Viteri, Eduardo Kingman, entre otros.
- Fondo escultórico, cuyas piezas corresponden en su mayoría al periodo colonial: cristos, vírgenes y santos tallados en madera policromada, con decoración de ricos estofados, ojos de vidrio y encarnes brillantes. Se cuenta también con bustos en yeso trabajados por Luigi Casadío a inicios del siglo XX y los premios Mariano Aguilera.
- Fondo documental, cuyas piezas más importantes corresponden a planos de la ciudad de Quito que datan de los siglos XVIII, XIX y XX. También se exhiben fotografías que registran la cotidianidad de la urbe a fines del siglo XIX y e inicios del XX, y grabados contemporáneos producidos por la Estampería Quiteña sobre la base de un convenio interinstitucional.
- Fondo textil, compuesto por un reducido número de objetos litúrgicos coloniales reproducidos en el siglo XX, tales como corporales, casullas y manípulos.
- Fondo metalúrgico, que cuenta con algunos objetos elaborados en metal durante la época colonial, principalmente armas como pistolas, bayonetas y morteros. Se trata de un fondo bastante pequeño, pero que da cuenta de la heterogeneidad de la colección.
- Artes decorativas, que corresponde a un pequeño número de muebles como sillas, mesas, anaqueles, veladores y otros muebles de fines del siglo XIX e inicios del XX.
- Fondo tecnológico histórico, compuesto por aparatos y máquinas representativas de la modernidad de inicios y mediados del siglo XX, como radios, radiolas, teléfonos, máquinas de escribir y otros.
- Misceláneos, que abarca una serie de objetos de uso cotidiano de los siglos XIX y XX, principalmente bisutería, curiosidades, recuerdos de viaje, adornos y otros.
- Figuras en cera, quizá el fondo más popular del museo. Está conformado por más de veinte figuras que actualmente se exhiben en la exposición  permanente y que representan a personajes del proceso independentista ecuatoriano.

## Exposición permanente

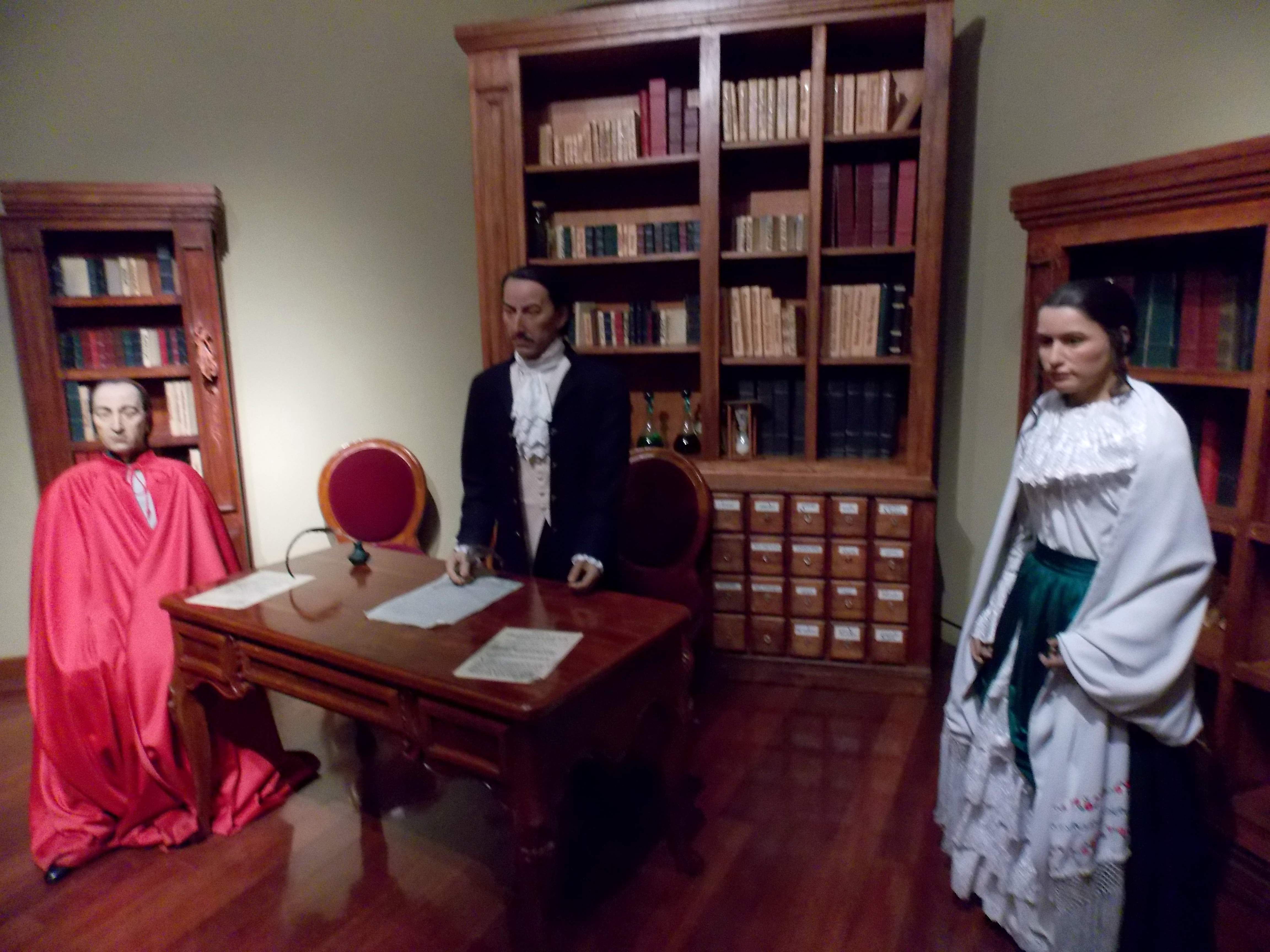
Figuras de cera de Eugenio Espejo y su hermana Manuela.

El museo cuenta con una exposición permanente importante, a la que titula "De Quito al Ecuador (1736-1830)", y que abarca varios capítulos importantes acaecidos en la ciudad de Quito desde la llegada de la misión geodésica francesa en el año 1736, hasta la anexión de la Real Audiencia a la Gran Colombia, como departamento del Sur en 1822; aunque hay pequeñas secciones dedicadas a la historia previa y posterior a estas fechas.
A pesar de que la muestra gira en torno a las figuras de cera que representan personajes históricos, aquí se mezclan también los demás fondos del museo, de manera que se convierte en una experiencia de comprensión total. La exhibición se divide en diez capítulos:
- Cuando Quito era colonia de España (1534-1736)
- Entre las ciencias y los saberes (1736-1750)
- Circulación de ideas (1750-1808)
- La revolución quiteña (1808-1809)
- La disolución de la Junta de Gobierno (1809-1812)
- Las constituciones de 1812 y las Cortes de Cádiz (1812-1813)
- El fusilamiento de Rosa Zárate (1813)
- Proyecto de soberanía en América (1814-1830)
- La República del Ecuador (1830)
- Museo de sitio - Recreación de la Masacre del 2 de agosto de 1810